# アントニオ・デ・アルメイダ
アントニオ・デ・アルメイダ（Antonio de Almeida、1928年1月20日 - 1997年2月18日）は、フランス出身の指揮者、音楽学者。
ポルトガル人の父とアメリカ人の母のもとにヌイイ＝シュル＝セーヌで生まれた。当初はピアノを学んでいたが、ベニー・グッドマンやアーティ・ショウらの録音に触れてクラリネットを独学した。10代でアルゼンチンに移り、アルベルト・ヒナステラに音楽理論を学んだ。その後、アメリカのマサチューセッツ工科大学に進学して核化学を専攻したが、学生オーケストラを結成して活動し、パウル・ヒンデミット、セルゲイ・クーセヴィツキー、ジョージ・セルらの薫陶を受けることになった。1949年にポルトガルのリスボンでポルトガル国立放送交響楽団を指揮してデビューを飾り、その年のうちにオポルト交響楽団の首席指揮者としてキャリアを開始した。1962年から1964年までシュトゥットガルト・フィルハーモニー管弦楽団の首席指揮者を務めた後、1965年から2年間パリ・オペラ座の指揮者を務めた。1969年から1971年までヒューストン交響楽団の首席客演指揮者、1971年から1978年までニース・フィルハーモニー管弦楽団の音楽監督を歴任した。1993年から亡くなるまで、モスクワ交響楽団の音楽監督を務めた。
音楽学者としては、1950年代からジャック・オッフェンバックの作品の研究に取り組み、それまで公にされていなかったオッフェンバックの自筆譜を数多く発見した。また、1968年からH.C.ロビンス・ランドンと共にハイドン財団の音楽監督を務めた。
ピッツバーグにて肝臓と肺の癌のために死去した。

## 註
1. ↑  http://articles.sun-sentinel.com/1997-02-23/news/9702210480_1_almeida-opera-recordings-moscow-symphony-orchestra